# Балхаш (аэропорт)

Аэропо́рт Балха́ш — аэропорт города Балхаш в Карагандинской области, Казахстан.
Аэропорт Балхаш является филиалом авиакомпании АО «Жезказган Эйр», 100 % акций которой, в свою очередь, принадлежат ТОО «Казахмыс».
На аэродроме базируется военная авиация — Центр подготовки летного состава (самолёты Л-39). Здесь также расположен балхашский авиационно-спортивный клуб, совершающий парашютные прыжки на территории аэродрома.
| Рейсы Балхашского аэропорта:         |             |
| ------------------------------------ | ----------- |
| Направление:(по состоянию на 2018г.) | Перевозчик: |
| Алматы                               | SCAT        |
| Астана                               | Южное небо  |
| Алматы                               | Южное небо  |

## Принимаемые типыВС
Ан-12, Ан-24, Ан-26, Ан-28, Ил-76, Л-410, Ту-134, Ту-154, Як-40, Як-42 и др. типы ВС 3-4 класса, вертолёты всех типов. Классификационное число взлётно-посадочной полосы (PCN) 20/R/A/X/T. В прошлом эксплуатировалась также грунтовая взлётно-посадочная полоса, но затем она была закрыта.

## История аэропорта
Балхашский аэропорт (Бертыс) начал свою деятельность в 1933 году. Первыми маршрутами были Балхаш — Алма-Ата, Балхаш — Караганда, Балхаш — Омск, Балхаш — Новосибирск (о них упоминалось выше). Позже аэропорт отправлял десятки рейсов во многие города СССР.
С начала 1990-х годов регулярные рейсы не выполнялись.
В 2007—2008 годах за счет финансовой поддержки ТОО «Казахмыс» был проведен капитальный ремонт аэровокзала и частично взлётно-посадочной полосы аэропорта.
С лета 2011 года были возобновлены регулярные рейсы. На октябрь 2012 года с периодичностью 3 раза в неделю выполнялись рейсы в Жезказган и Караганду (авиакомпания «Жезказган Эйр»).
В 2018-2019 года планируется закончить полностью все работы по ремонту взлетно-посадочной полосы. В этом случае аэропорт сможет принимать авиаборты любого класса.